# Motivos personales
Motivos personales és una sèrie de televisió espanyola d'intriga i suspens, produïda per Ida y Vuelta Producciones i emesa en Telecinco durant l'any 2005, amb bon suport per part de l'audiència i èxit de crítica.

## Sinopsi
La història comença en la festa de commemoració del 50è aniversari dels Laboratorios Acosta. Com a part de la festa, hi ha un ambient de diversió i alegria fins que un cop al sostre de vidre posa fi a aquesta situació. Han llançat a la secretària del president dels laboratoris, Mara Yimou, morta per l'impacte. En teoria. Totes les proves apunten al fet que s'ha comès un assassinat.
Els indicis, en principi, semblen indicar que el culpable és el marit de la periodista Natalia Nadal, Arturo Acosta, qui és detingut mentre la seva dona dona la notícia en directe. En el judici és declarat culpable i tancat a la presó. No obstant això, Natalia descobreix gràcies a un vídeo, que el judici es va basar en proves falses i l'hi comunicarà al seu marit a la presó. Allí li donen una notícia: Arturo s'ha suïcidat. A partir d'aquest moment, Natalia comença a investigar al costat de la seva amiga Virginia, l'advocada dels laboratoris, la mort d'Arturo i de Mara Yimou i juntes es veuen embolicades en una complicada xarxa de secrets i crims. Les causes de les morts es remunten molts anys enrere i són fruit d'una freda venjança contra Natalia, gestada per misteriosos motius personals.

## Repartiment

### Repartiment principal
- Lydia Bosch és Natalia Nadal
- Marta Calvó és Virginia Palazón / Victoria Castellanos
- Daniel Freire és Daniel Garralda
- Pedro Casablanc és Pablo Acosta
- Ana Gracia és Berta Pedraza
- Belén López és Maite Valcárcel
- Begoña Maestre és Tania Acosta Nadal
- Jan Cornet és Jaime Acosta Pedraza
- Miguel Ángel Silvestre és Nacho Mendoza (Episodi 1 - Episodi 13)
- Álex González és Nacho Mendoza (Episodi 14/1 - Episodi 27/14)
- Tony Martínez és Ricardo Molina † (Episodi 1 - Episodi 14/1)
- Sonia Castelo és Isabel Tejero
- Elena Ballesteros és Silvia Márquez (Episodi 15/2 - Episodi 27/14)

#### Amb la col·aboració especial de
- Ginés García Millán és Fernando Acosta
- Fernando Guillén és Federico Acosta
- Concha Velasco és Aurora Acosta

### Repartiment recurrent
- Ana Labordeta com a Rosa (Episodi 1; Episodi 3; Episodi 5 - Episodi 19/6; Episodi 24/11 - Episodi 27/14)
- Chema Muñoz com a Arturo Acosta † (Episodi 1 - Episodi 2; Episodi 4 - Episodi 6)
- Paca Barrera com a Adriana (Episodi 1 - Episodi 2; Episodi 4; Episodi 10; Episodi 14/1 - Episodi 19/6; Episodi 21/8 - Episodi 25/12)
- Eugenio Barona és Inspector Larranz (Episodi 1 - Episodi 2; Episodi 9; Episodi 11 - Episodi 27/14)
- Santiago Meléndez és Alberto Pazos (Episodi 1 - Episodi 6; Episodi 18/5 - Episodi 20/7; Episodi 25/12 - Episodi 27/14)
- Arturo Arribas és Pedro Guillén (Episodi 1 - Episodi 27/14)
- Marián Álvarez com a Esther (Episodi 3 - Episodi 6; Episodi 8 - Episodi 9; Episodi 12; Episodi 14/1 - Episodi 16/3; Episodi 18/5 - Episodi 19/6; Episodi 21/8 - Episodi 27/14)
- Manuel de Blas com a Gonzalo Pedraza † (Episodi 10; Episodi 13 - Episodi 14/1; Episodi 16/3; Episodi 20/7 - Episodi 23/10)
- Liz Lobato com a El Arcángel † (Episodi 13 - Episodi 14/1; Episodi 19/6; Episodi 21/9 - Episodi 25/12; Episodi 27/14)
- Esperanza de la Vega com a Ángeles Martorell \ Gabriela † (Episodi 14/1 - Episodi 15/2; Episodi 17/4 - Episodi 22/9; Episodi 27/14)
- Miguel Ramiro és Martín Gaínza / Miguel Ballester † (Episodi 15/2 - Episodi 24/11)
- Asier Etxeandía és David † (Episodi 16/3 - Episodi 21/8)

### Episodis
- Menh-Wai Trinh com a Mara Yimou † (Secretària de Federico)
- Roberto Quintana com a Mario Villar (Advocat d'Arturo)
- Cristina Segarra com a Ana López
- Charo Zapardiel com a Jueza
- Luis Zahera com a Joaquín Gálvez (Testimoni a favor d'Arturo Acosta)
- Isidoro Fernández com a Dtor. Centro Penitenciario
- Alejandro Casaseca com a Cárdenas † (Assassí a sou)
- Eleazar Ortiz com a Julio Velázquez (Ex-amant de Virginia i amo de Prolab)
- Aitor Mazo com a Juan Villarroel † (Enemic dels Laboratorios Acosta)
- Chus Castrillo com a Aganzo \ Sandra Suñer † (Ex-sòcia de la Compañía Blanca)
- Amparo Vega com a Diana de Vicente † (Consellera dels Laboratorios Acosta)
- Arturo Querejeta com a Holgado (Conseller dels Laboratorios Acosta)
- Isabel Ampudia com a Teresa Forner (Vídua de Pardo)
- Javier Ruíz com a Camarero
- Inés Morales com a Gloria Núñez † (Ex-amant de Federico)
- Álex O'Dogherty com a Antonio Cruz † (ex-empleat de DTV)
- Karmele Aramburu (Directora Presó Provincial)
- Pilar Massa com a Leticia (Metge de la Pressió)
- Usun Yoon com a Maia
- Ion León com a Regidor Es Noticia
- Manolo Solo com a Fiscal
- Javier Holgado com a Assistent de Figueroa (Cameo. És guionista i co-creador de la sèrie)[3]

#### Amb la col·laboració especial de
- Alicia Borrachero com a Cruz Gándara (Episodi 4)
- Àngels Barceló com a ella mateixa (Episodi 4 - Episodi 5)
- Lluís Homar com a Andrés Mercader † (Episodi 9 - Episodi 11)
- Txema Blasco com a Guillermo del Valle † (Episodi 20/7)

## Episodis i audiències
| Temporada | Temporada | Episodis | Estrena                | Final                  | Audiència   | Audiència | Audiència |
| Temporada | Temporada | Episodis | Estrena                | Final                  | Espectadors | Quota     |           |
| --------- | --------- | -------- | ---------------------- | ---------------------- | ----------- | --------- | --------- |
|           | 1         | 13       | 1 de febrer de 2005    | 26 d'abril de 2005     | 4.825.000   | 27,9%     |           |
|           | 2         | 14       | 13 de setembre de 2005 | 13 de desembre de 2005 | 3.980.000   | 24,2%     |           |
| Total     | Total     | 27       | 2005                   | 2005                   | 4.402.000   | 26,0%     |           |

### Temporada 1: 2005
| N. (serie) | N. (temp.) | Títol                          | Dataa d'emissió      | Audiència         |
| ---------- | ---------- | ------------------------------ | -------------------- | ----------------- |
| 1          | 1          | «Cincuenta aniversario»        | 1 de febrer de 2005  | 5.034.000 (26,9%) |
| 2          | 2          | «¿Culpable o inocente?»        | 8 de febrer de 2005  | 4.767.000 (27,4%) |
| 3          | 3          | «¿Suicidio o asesinato?»       | 15 de febrer de 2005 | 3.622.000 (26,5%) |
| 4          | 4          | «La cuenta atrás ha comenzado» | 22 de febrer de 2005 | 4.750.000 (26,5%) |
| 5          | 5          | «Las víctimas se multiplican»  | 1 de març de 2005    | 4.343.000 (23,3%) |
| 6          | 6          | «Últimas horas»                | 8 de març de 2005    | 4.411.000 (24,7%) |
| 7          | 7          | «Secretos»                     | 15 de març de 2005   | 4.687.000 (26,6%) |
| 8          | 8          | «La compañía Blanca»           | 22 de març de 2005   | 4.511.000 (28,0%) |
| 9          | 9          | «Historias del pasado»         | 29 de març de 2005   | 4.978.000 (28,5%) |
| 10         | 10         | «Ahorcado»                     | 5 d'abril de 2005    | 5.120.000 (29,5%) |
| 11         | 11         | «Acosadas»                     | 12 d'abril de 2005   | 5.006.000 (29,3%) |
| 12         | 12         | «El cerco se estrecha»         | 19 d'abril de 2005   | 5.301.000 (30,2%) |
| 13         | 13         | «El nombre del asesino»        | 26 d'abril de 2005   | 6.199.000 (35,9%) |

### Temporada 2: 2005
| N. (sèrie) | N. (temp.) | Títol                            | Dta d'emissió          | Audiència         |
| ---------- | ---------- | -------------------------------- | ---------------------- | ----------------- |
| 14         | 1          | Capítol especial                 | 13 de setembre de 2005 | 3.130.000 (22,4%) |
| 15         | 2          | El arcángel                      | 20 de setembre de 2005 | 3.734.000 (24,6%) |
| 16         | 3          | La pesadilla de Tania            | 27 de setembre de 2005 | 3.448.000 (21,2%) |
| 17         | 4          | Morir o matar                    | 4 d'octubre de 2005    | 4.232.000 (26,1%) |
| 18         | 5          | Dos días con Martorell           | 11 d'octubre de 2005   | 3.573.000 (22,8%) |
| 19         | 6          | Hace quince años                 | 18 d'octubre de 2005   | 4.044.000 (24,6%) |
| 20         | 7          | La amante de Santos              | 25 d'octubre de 2005   | 4.101.000 (24,3%) |
| 21         | 8          | Fuera de juego                   | 1 de novembre de 2005  | 3.661.000 (23,4%) |
| 22         | 9          | ¿El fin de Victoria Castellanos? | 8 de novembre de 2005  | 4.039.000 (23,4%) |
| 23         | 10         | a423                             | 15 de novembre de 2005 | 4.055.000 (24,5%) |
| 24         | 11         | Cuarentena                       | 22 de novembre de 2005 | 3.967.000 (25,9%) |
| 25         | 12         | Arturo...                        | 29 de novembre de 2005 | 4.021.000 (23,1%) |
| 26         | 13         | Fantasmas del pasado             | 6 de desembre de 2005  | 4.015.000 (24,8%) |
| 27         | 14         | Hasta siempre                    | 13 de desembre de 2005 | 4.854.000 (28,0%) |

## Curiositats
- Les trames situades a l'hospital són els decorats de la sèrie Hospital Central.
- Els guionistes de la sèrie intervenen en la mateixa com a membres del consell dels Laboratorios Acosta o com a periodistes de DTV.
- En la sèrie, el llibre d'Arthur Conan Doyle, La companyia blanca, resulta ser una de la claus perquè Natalia trobi l'assassí del seu marit.
- Segons comentaris de l'equip, hi havia una tercera temporada preparada, però a causa de diversos factors van decidir concloure la sèrie en la segona temporada.[5]
- Álex González va substituir Miguel Ángel Silvestre en el personatge de Nacho durant la segona temporada perquè no va poder compaginar el rodatge de la pel·lícula La distancia amb el de la sèrie.[6]
- Temps després, amb els mateixos guionistes es va estrenar Círculo rojo, que no va arribar a aconseguir els nivells d'audiència que va tenir Motivos personales.
- Lydia Bosch, Marta Calvó, Pedro Casablanc, Fernando Guillén, Belén López, Ana Gracia, Santiago Meléndez, Sonia Castelo, Elena Ballesteros, Ana Labordeta, Inés Morales, Txema Blasco, Alicia Borrachero, tots actors de Motivos personales, també han intervingut en la sèrie Los misterios de Laura de TVE, escrita pels mateixos guionistes que Motivos personales, i produïda per la mateixa productora.

### TP d'Or 2005
- Nominació a millor actriu: Lydia Bosch.

### Premis EñE de la TV 2005
- Guanyadora millor sèrie.
- Guanyadora millor seriï revelació 05.
- Guanyador millor adreça: Salvador Calvo.
- Guanyador millor guió: Carlos Vila, Javier Holgado.
- Guanyadora a millor actriu protagonista: Lydia Bosch.
- Guanyador a millor actor secundari: Pedro Casablanc.
- Guanyadora a millor actriu secundària: Marta Calvó.
- Guanyador a millor elenc: Lydia Bosch, Marta Calvó, Daniel Freire, Pedro Casablanc, Ana Gracia, Sonia Castelo, Miguel Ángel Silvestre, Belén López, Elena Ballesteros, Jan Cornet, Álex González, Begoña Maestre, Concha Velasco, Fernando Guillén, Ginés García Millán.
- Nominació a millor actor secundari: Ginés García Millán.
- Nominació a millor actriu secundària: Ana Gracia.
- Nominació a millor actriu secundària: Concha Velasco.

### Fotogramas de Plata 2005
- Nominació a millor actriu de televisió: Lydia Bosch.

### Premis de la Unión de Actores 2005
- Nominació a millor actor secundari de televisió: Pedro Casablanc.

### Premis Zapping2005
- Guanyadora a millor actriu: Lydia Bosch.
- Nominació a millor actor: Daniel Freire.